# Elvíra Madiganová
Elvíra Madiganová (švédsky i anglicky Elvira Madigan) je švédské romantické drama z roku 1967, natočené podle skutečných osudů dánské cirkusové umělkyně (provazochodkyně, žonglérka a tanečnice), která vystupovala pod uměleckým jménem Elvira Madigan (1867–1889), vlastním jménem Hedevig Antoinette Isabella Eleonore Jensen. Režisérem filmu je Bo Widerberg, který napsal také scénář a sám provedl rovněž střih filmu.
Film měl velký ohlas u švédské a zahraniční kritiky, stejně tak u diváků. Vedle samotného děje filmu se o to významně zasloužila mimořádná vizuální lyrika filmu, dosažené inovativní kamerou obsahující záběry jako z obrazů impresionistů a použitá hudba (zejména dílo Wolfganga Amadea Mozarta a Antonia Vivaldiho). Film získal nebo byl nominován na řadu ocenění: na filmovém festivalu v Cannes, filmová cena Britské akademie, Zlatý glóbus a další (podrobněji viz sekce Ocenění).
V lednu 2024 je film znovu uváděn v rámci festivalu skandinávských filmů Scandi 2024, kde kromě premiérových snímků budou uvedena také díla filmové klasiky. Vedle filmu Elvíra Madiganová je v tomto ročníku uváděn mimo jiné také žánrově zcela odlišný, ale rovněž oceňovaný film Bo Widerberga, policejní krimi-thriller z roku 1976 Muž na střeše. V rámci tohoto festivalu mohou diváci oba filmy vidět ve vybraných kinech v České republice, na Slovensku, a také online.

## Obsazení
Hlavní role:
| Pia Degermarková  | Elvíra Madiganová / Hedviga Jensenová (*) |
| Thommy Berggren   | poručík Sixten Sparre                     |
| Lennart Malmer    | Kristoffer, Sixtenův přítel               |
| Cleo Jensenová    | Cleo, kuchařka v hotelu                   |
| Nina Widerbergová | dcera kuchařky                            |

(*) Yvonne Ingdalová: tato dánská herečka namluvila hlas Elvíry Madiganové / Hedvigy Jensenové, protože skutečná postava pocházela také z Dánska, nebyla však uvedena v původních titulcích filmu.

## Děj
V létě roku 1889 se cirkusová umělkyně známá jako Elvíra Madiganová (vlastním jménem Hedviga Jensenová) a švédský poručík šlechtického původu Sixten Sparre ocitají na dánském venkově, kam společně utekli. Oba utíkají od svých minulých životů: Sparre od armády a své ženy a dětí, Hedviga od kočovného cirkusu, v němž je hlavní atrakcí. Chtějí být spolu a místo pobytu drží v tajnosti nejen kvůli opovržení, které jejich skandální vztah vyvolává, ale také proto, že armáda má poručíka za dezertéra a pátrá po něm. Hedviga má pocit, že se Sparrem získala zpět svou identitu, a žádá ho, aby ji oslovoval jejím pravým jménem místo uměleckého.
Přestože dvojice svou identitu skrývá, je odhalena. Laskavá hotelová kuchařka však pomůže dvojici proklouznout dřív, než je stihnou zadržet. Kristoffer, jeho přítel z pluku, pár najde. Snaží se Sparreho přesvědčit, aby se vrátil. Sparre trvá na tom, že se vlivem Hedviky změnil, je nyní „na straně žen“, zastává idealističtější názory a na vojenské záležitosti a kariéru už není hrdý. Kristoffer se naposledy snaží Sparra přimět k návratu když mu řekne, že se jeho žena pokusila o sebevraždu. Sparre to považuje za lež, která má rozbít jeho vztah s Hedvigou. Zřekne se svého přítele a pokračuje s Hedvigou dál.
Dvojice nejprve pokračuje ve svém idylickém létě, přespávají po různých hotelech a hostincích. Finance jim ale rychle docházejí a musí tak shánět peníze, kde se dá. Sparre vyhrává peníze v hazardních hrách, zatímco Hedviga dostává peníze za to, že baví večírky svým tancem a také prodává obraz, který namaloval Henri de Toulouse-Lautrec. Hedviga navrhne Sparrovi, aby si hledal stálejší práci, ale ten tvrdí, že jako dezertér by práci nesehnal. Dvojice se kvůli své nejisté a tíživé situaci pohádá.
Sparre se Hedvice omluví a oba se usmíří. Několik dní však zůstávají zcela bez jídla. Nakonec vidí svou situaci jako bezvýchodnou a dohodnou se na sebevraždě. Vydají se na poslední společný piknik, přičemž Sparre si do košíku přibalí pistoli. Po společné emotivní chvíli se Sparre pokusí Hedvigu zastřelit, ale nedokáže to. Později, když Hedviga honí v polích motýla a usmívá se stejně jako na začátku jejich vztahu, Sparre sebere vůli a dohodu dodrží. Zastřelí ji a pak se zabije sám. Smrt se odehraje mimo záběr a jsou slyšet pouze výstřely.

## Natáčení filmu
Film Bo Widerberga z roku 1967 je vlastně remakem starší filmové adaptace Elvíra Madiganová z roku 1943, který natočil jiný švédský režisér, scenárista a herec Åke Ohberg. Pro postavu Elvíry/Hedvigy si Bo Widerberg vybral tehdy sedmnáctiletou Piu Degermarkovou, pro kterou to byla její první a nejvýznamnější filmová role. Roli poručíka ztvárnil Thommy Berggren, který hrál již v několika předchozích Widerbergových filmech, včetně Havraní čtvrti.

### Filmové lokace
Film se natáčel převážně na hradě Jordberga v kraji Skåne v nejjižnější části Švédska a v romantické krajině okolí hradu. Natáčelo se rovněž ve Stockholmu, v paláci Karlberg ve městě Solna nedaleko Stockholmu, v Sollidenském královském paláci na ostrově Öland a také v Dánsku, zejména v regionu Nordjylland.

### Způsob natáčení a kamera
V době natáčení byl Bo Widerberg mladý, ale již velmi úspěšný režisér. Hned jeho první celovečerní hraný film z roku 1963 Barnvagnen (Dětský kočárek) zaujal kritiky i diváky. Druhý film Havraní čtvrť získal celou řadu filmových ocenění a nominací, později (na konci 20. století) byl v divácké anketě zvolen jako nejlepší švédský film všech dob. Také žánrově odlišný film, Heja Roland! (Do toho, Rolande!, 1966), komedie a parodie z prostředí reklamního průmyslu (natočené podle dříve vydané knihy Bo Widerberga) byla úspěšná a získala dvě filmová ocenění Zlatohlávek (a jednoho Zlatohlávka dostal právě Thommy Berggren).
Všechno to ale byly černobílé filmy. Elvíra Madiganová byl první film, který Bo Widerberg natáčel v barvě. Pro dosažení oceňovaného vizuálního stylu, připomínající obrazy impresionistů (Widerberg obdivoval zejména Pierra-Augusta Renoira), se rozhodl natočit většinu scén pouze za přirozeného světla, bez obvyklého filmového svícení. Většina lidí to považovala za naprosto nemožné, vzhledem k nízké citlivosti tehdejších barevných filmů.
Současně nechtěl, aby to byl pouhý barevný remake černobílé verze z roku 1943, ale chtěl příběh vyprávět jinak a moderně. Widerberg k tomu později řekl: Zaujal mě tragický příběh cirkusové umělkyně a důstojníka šlechtického původu. Chtěl jsem ukázat, že jejich představa je šílená, že nelze přerušit veškeré vztahy se společností a vystačit si sám v trávě.
Celý film byl natočen improvizovaným stylem, scénář měl pouhých 25 stran. Widerberg režíroval ústřední hereckou dvojici tak, že s nimi každou scénu podrobně prošel a pak ji natočil bez zkoušky. Widerberg k tomu uvedl: Moje metoda spočívala v tom, že jsem oběma poskytl na každou scénu tolik času, kolik chtěli. Před každou replikou si mohli udělat dlouhé pauzy. Pak jsem tyto pauzy z filmu vystříhal, aniž by se ztratil jasný pocit, že se každá scéna odehrává jako celek. Chtěl jsem také, aby osobně prožívali některé věci, které se děly postavám, jež hráli.
Produkční štáb byl naprosto minimální a tvořilo ho pouze osm lidí – dva hlavní herci, Bo Widerberg, kameraman a čtyři další naprosto nezbytní členové filmového štábu. Kromě již zmíněného častého využívání pouze přirozeného světla, mnoho záběrů bylo natočeno ruční kamerou, které tehdy byly také novinkou a jejich váha i technické možnosti se vůbec nedají srovnávat s dnešní technikou.
Kameramanem filmu byl Jörgen Persson, s kterým Bo Widerberg natočil několik filmů. Jako zajímavost lze uvést, že zhruba o pět let později se stal také kameramanem Miloše Formana během natáčení jeho části dokumentárního filmu Viděno osmi, o Letních olympijských hrách 1972 v Mnichově (který o rok později získal Zlatý glóbus). Formanovi tehdy nedovolili angažovat Miroslava Ondříčka a proto si vybral právě Perssona, pro jeho styl, zcela odlišný od jiných kameramanů.

### Filmová hudba a soundtrack
O úspěch filmu se vedle způsobu zpracování tragického příběhu a výše popsaného vizuálního stylu zasloužila také filmová hudba, využívající zejména skladeb Wolfganga Amadea Mozarta a Antonia Vivaldiho. Na soundtracku hraje švýcarsko-maďarský pianista Géza Anda mimo jiné Andante z Mozartova Klavírního koncertu č. 21 in C (dnes někdy označováno jako Koncert Elvíry Madiganové) a Vivaldiho Čtvero ročních období.
Mnohem později hudební vydavatelství Deutsche Grammophon vydalo LP desku s nahrávkou Koncertu č. 21 v podání Gézy Andyho s obalem, na němž je Pia Degermarková vyfotografována v kostýmu během natáčení jedné ze scén filmu.

### DVD a Blu-ray
V červnu 2005 vydal britský nezávislý filmový distributor, společnost Arrow Films film Elvíra Madiganová na DVD. V srpnu 2023 vydala americká distribuční společnost The Criterion Collection tento film na Blu-ray disku v luxusní sadě čtyř filmů, která dále obsahuje další tři oceňované filmy Bo Widerberga ze 60. let 20. století: Barnvagnen (Dětský kočárek) z roku 1963, Havraní čtvrť rovněž z roku 1963 a Ådalen 31 z roku 1969.

## Recenze a ocenění

### Recenze a ohlasy
Film Elvíra Madiganová se setkal převážně s velmi příznivým ohlasem kritiky, která ocenila krásu, uměleckou kvalitu a současně uměřenost záběrů. Další kritici upozornili rovněž na hudbu jako významnou součást filmu a její úlohu v něm. Jiní se k filmu a jeho hodnocení vrací i po dlouhé době.
Kritik Bosley Crowther z deníku The New York Times napsal: mimořádný nebo dokonalý (v anglickém originále exquisite) je první slovo, které mi vytane na mysli jako vhodný popis 'Elvíry Madiganové', švédského filmu Bo Widerberga, který byl včera večer uveden na pozdním představení ve filharmonickém sále. Je totiž znamenitý v celém půvabném a jemném smyslu slova, jak se používá k definování krás smyslového prožitku.
Roger Ebert z Chicago Sun-Times udělil filmu čtyři hvězdičky ze čtyř a uvedl k tomu: 'Elvíra Madiganová' je skutečně pozoruhodně krásná, téměř každý záběr by vydal na obraz, a přesto je film živý a filmový, nejsou to jen fotografie pěkných obrázků. Ve Spojených státech měl film premiéru dva měsíce po filmu Bonnie a Clyde, což některé vedlo k porovnávání podobností a rozdílů v příběhu těchto dvou filmů.
Méně pozitivní ohlasy odsuzovaly naivní sentimentalitu děje a obviňovaly Widerberga, že vytvořil nechtěně zábavnou parodii na vysoké umění. Time Out Film Guide ho ironicky označuje jako kandidáta na cenu za nejhezčí snímek všech dob. ... Možná vás okouzlí, pokud se vám z něj neudělá špatně od smíchu. Mnozí přisuzují tehdejší ohlas filmu zčásti jeho protiválečným a romantickým motivům, které oslovily kontrakulturu 60. let, kdy byl film uveden. Spisovatel, dramaturg a herec Edgardo Cozarinsky film popisuje jako dýchající kontrakulturu hippies poloviny šedesátých let.
Mnoho let po premiéře (v recenzi z roku 2005) kritik Lee Broughton napsal: I po téměř čtyřiceti letech má film 'Elvíra Madiganová' stále sílu zapůsobit současně jako umělecký film a jako pronikavě pozorovaný milostný příběh. David Parkinson z britského filmového časopisu Empire zdůraznil úlohu hudby v tomto filmu: Zatímco zářivá, přirozeně nasvícená kamera Jorgena Perssona je vždy uváděna jako hlavní důvod trvalé přitažlivosti tohoto melodramatu založeného na skutečnosti, Widerberg zachycuje také drobná ponížení způsobená chudobou stejně věrně jako barvy léta, které jsou o to kouzelnější, že je doprovází Vivaldiho houslový koncert a Mozartův klavírní koncert č. 21.

### Ocenění a nominace
Film získal mnoho filmových cen a nominací, zejména:
- Filmová cena Britské akademie (Ceny BAFTA)[28]
  - Cena BAFTA za nejlepší kamera (Jörgen Persson, nominace)
  - Cena BAFTA pro nejlepšího nováčka v hlavních filmových rolích (Pia Degermarková, nominace)
- Filmový festival v Cannes[29]
  - Nejlepší herečka (Pia Degermarková, vítězství)
  - Zlatá palma (Bo Widerberg, nominace)
- Zlatý glóbus[30]
  - Nejlepší cizojazyčný film (nominace)
  - Objev roku - herečka (Pia Degermarková, nominace)
- National Board of Review (Národní rada amerických filmových kritiků)[31]
  - Nejlepší zahraniční film (vítězství)

## Další odraz vkultuře

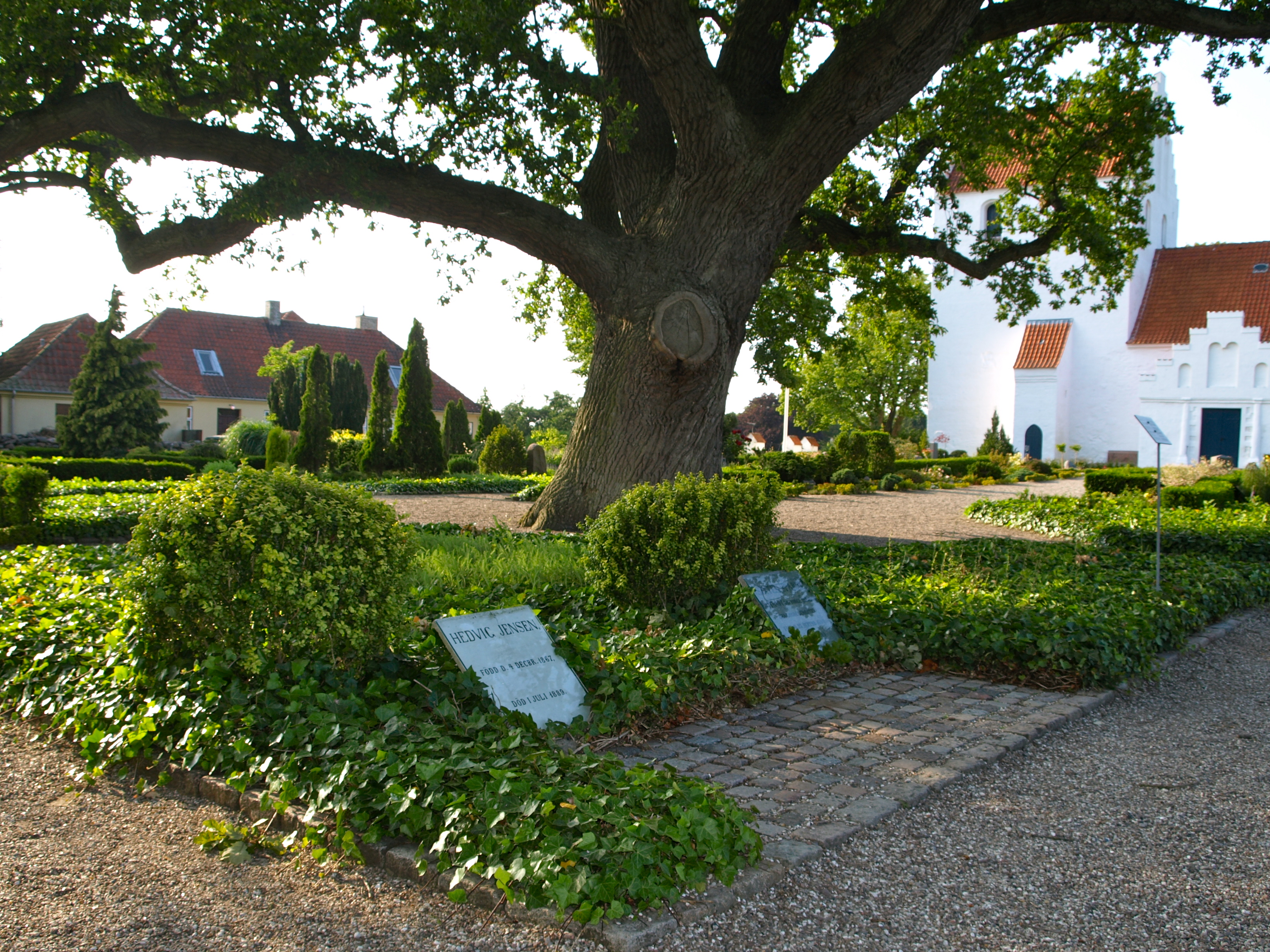
Pietní místo na hřbitově Landet, na ostrově Tåsinge v roce 2009...

Tragické osudy Elvíry Madiganové a poručíka Sixtena Sparreho byly často ztvárněny různým uměleckým způsobem. Již v roce 1889 (tedy ve stejném roce) napsal švédský novinář, vydavatel a hudebník píseň Elvira Madigan, která je známá též jako Sorgeliga saker hända (Smutné věci se stávají), což jsou první slova této písně („Smutné věci se stávají i v dnešní době. Ale nejsmutnější je tato – ta o slečně Madiganové...“). Byla prezentována takto: „Příběh a píseň o poručíku Sparrovi a krásné umělkyni Elvíře Madiganové, kteří se oba zastřelili vlastní rukou a z lásky v dánském Tåsinge“.
V roce 1947 natočil švédský režisér a herec Åke Ohberg již zmíněnou první černobílou filmovou verzi. Do hlavních rolí obsadil švédskou herečku Evu Henningovou a sám sebe, ale po tlaku žijících příbuzných bylo jméno poručíka změněno na Christian. Kulisy k filmu navrhl výtvarník Max Linder.
V roce 1990 vznikla divadelní hra Jana Wiréna a Larse-Åke von Vultéeho z roku 1990 v režii Hasse Alfredsona pod názvem Cirkusspelet Elvira Madigan. Jako muzikál byl příběh ztvárněn dvakrát (v letech 1992 a 2019). Premiéra první inscenace se uskutečnila 11. září 1992 v Městském divadle v Malmö, později se hrála také v Oslo, v různých švédských městech a v roce 1995 také v Maďarsku (i když zde s jinými představiteli hlavních rolí). Další muzikálová verze měla premiéru v létě 2019 v divadle Parkteatern ve Stockholmu. V létě 2020 byla pořízena studiová nahrávka tohoto muzikálu (Kulturhuset Stadsteatern EAN 7320470249932). Elvira Madigan byl také název hudební skupiny ze Stockholmu, která vystupovala v letech 1995–2008.

## Skutečný hrob

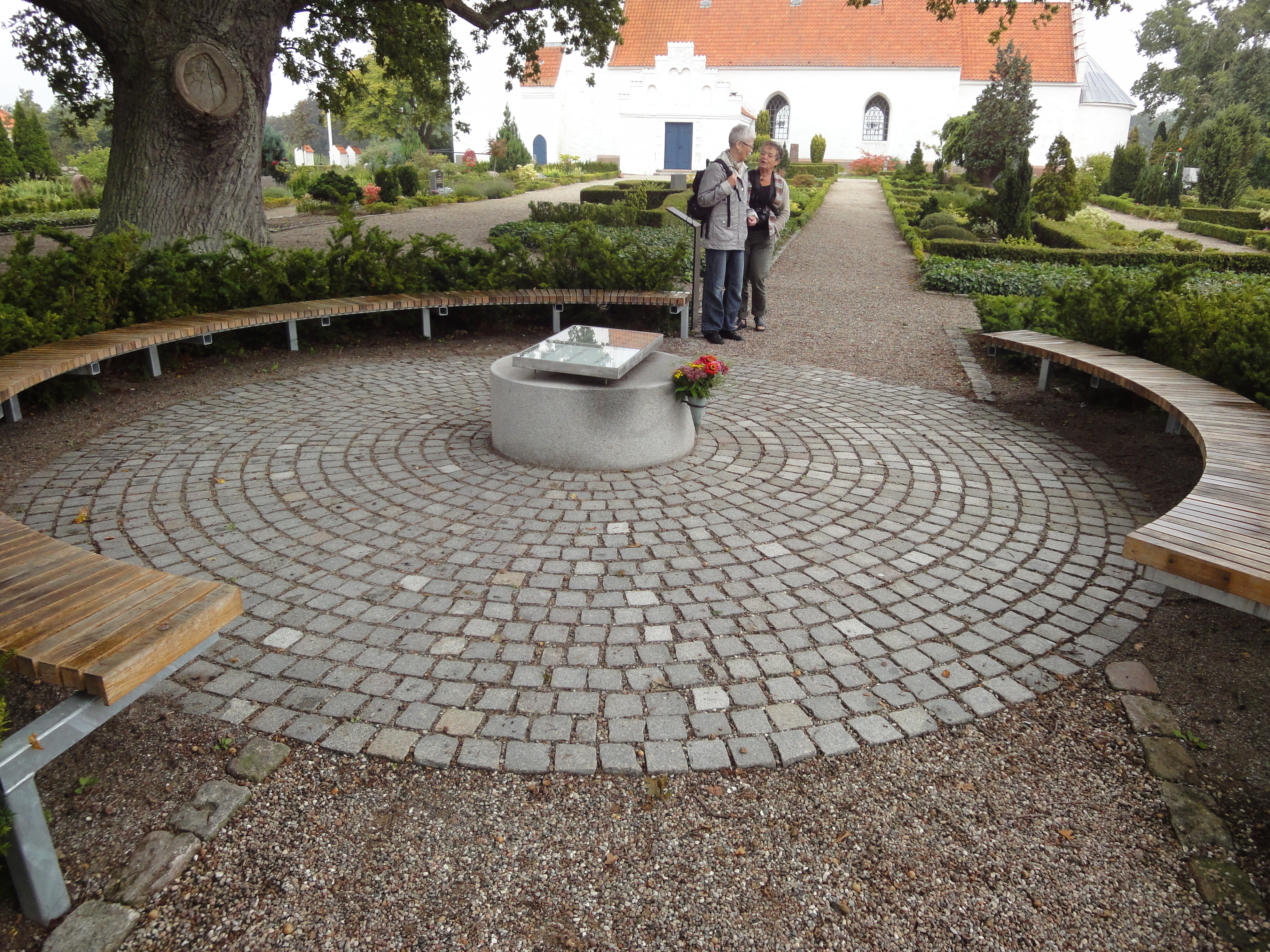
... A po poslední rekonstrukci hřbitova Landet v roce 2013.

Skutečný hrob obou se nachází na hřbitově v malém městečku Landet na ostrově Tåsinge v Dánsku. Pohřeb se uskutečnil za přítomnosti velkého počtu místních i cizích obyvatel. Původní náhrobek se nachází několik metrů jižně od velkého dubu uprostřed hřbitova, ale při reorganizaci hřbitovních chodníků v roce 1943 byly náhrobky posunuty o několik metrů na jihovýchod a otočeny na západ. Původní náhrobní desky byly při 75. výročí v roce 1964 nahrazeny novými, na novém náhrobku Madiganové bylo uvedeno i její umělecké jméno. V roce 1999 byly původní náhrobní desky obnoveny a znovu použity, byly však otočeny a posunuty na východ. V roce 2013 proběhla zatím poslední rekonstrukce hřbitova, v rámci toho bylo pietní místo opět upraveno a náhrobní desky byly umístěny těsně vedle sebe uprostřed nově vytvořeného kruhového chodníku z dlažebních kostek, který se nachází v blízkosti pietního místa z roku 1999.
Cesta vedoucí k venkovskému kostelu, byla v roce 1970 pojmenována Elvira Madigans Vej. Její jméno dostala i loď. Po poručíkovi byla pojmenována ulice ve městě Ystad na jihu Švédska, v kraji Skåne, v oblasti města kde sídlila vojenská posádka (Sixten Sparres Gata).